# Kompensator (Waffentechnik)

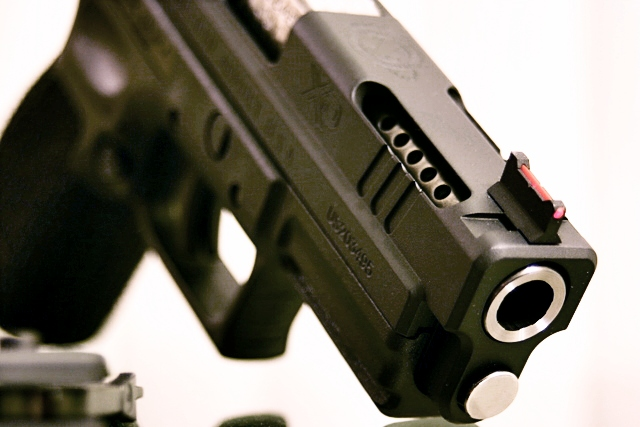
Springfield-Armory Custom XD-40 V-10 mit Kompensatorbohrungen

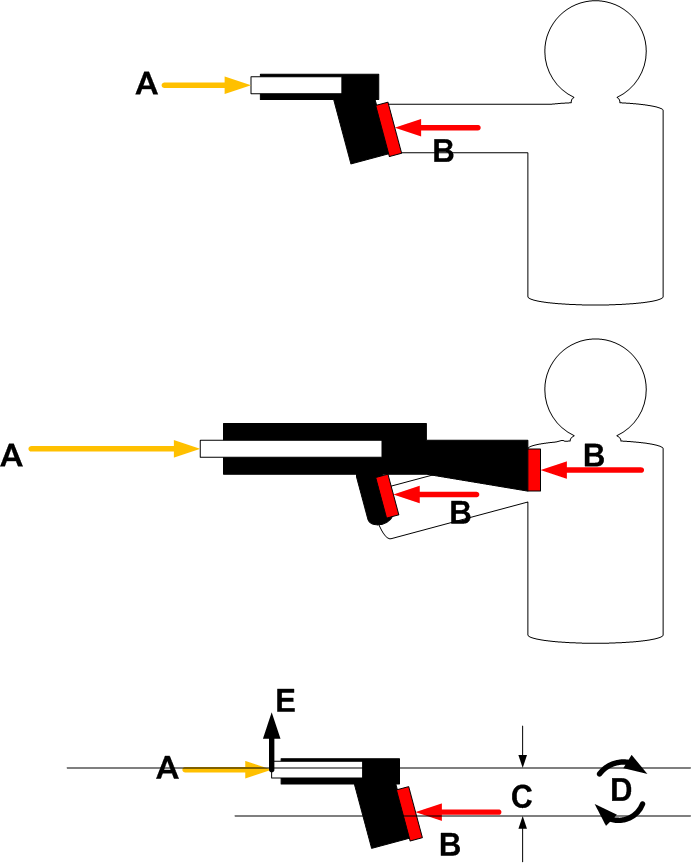
Hochschlagwirkung bei Schussabgabe

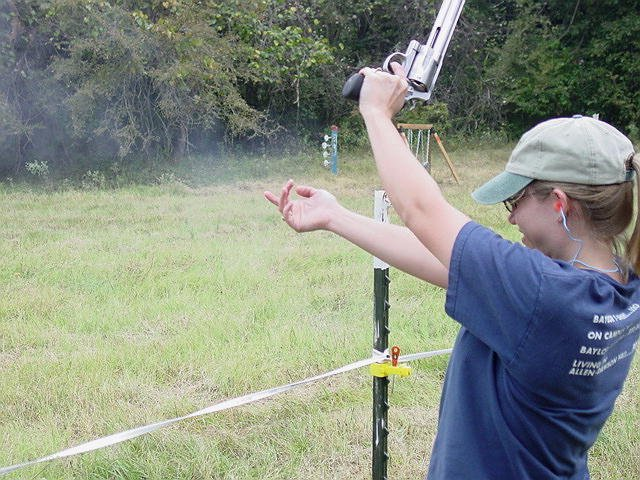
Hochschlag beim Schießen mit einer Smith & Wesson Model 500

Der Kompensator ist eine konstruktive Erweiterung für Handfeuerwaffen (Kurz- und Langwaffen), die an der Mündung montiert oder herstellungstechnisch im Lauf integriert ist, um den Hochschlag der Waffe zu mildern. Der Kompensator ist je nach Konstruktion mit Bohrungen oder Schlitzen ausgeführt. Das Kaliber des Kompensators ist im Regelfall ein wenig größer als das Kaliber der Waffe.
Der Kompensator einer Handfeuerwaffe erfüllt auch nicht die Aufgabe eines Mündungsfeuerdämpfers und ist in Funktion und Wirkung nicht mit der Mündungsbremse identisch. Es existieren jedoch Mischformen, so besitzen einige Mündungsbremsen zusätzliche Kompensatoröffnungen auf der Oberseite, um neben dem Rückschlag auch den Hochschlag zu mindern.

## Funktion
Nachdem das Projektil die erste Bohrung passiert hat, beginnen die zur Beschleunigung des Geschosses verwendeten heißen Gase nach oben und ggf. auch leicht seitlich aus dem Kompensator auszuströmen. Erwünschter Effekt ist die Verminderung des beim Schuss entstehenden Hochschlags. Werden die Bohrungen des Kompensators nach oben angelegt, wird die Waffe beim Schuss nach unten gedrückt. Asymmetrische Kompensatoren verteilen die Gase leicht versetzt und wirken so zum Beispiel dem üblichen Linksausreißen bei Rechtsschützen entgegen (Beispiel: AKM).
Die Gaswirbel, die ohne Verwendung eines Kompensators an der Mündung entstehen, werden ebenfalls verringert, was zu einer stabileren Flugbahn des Geschosses führt.

Grundsätzlich gibt es Kompensatoren als in die Waffe integriertes System (z. B. Kompensatorbohrungen) sowie als an den Lauf montierbares Zubehör.

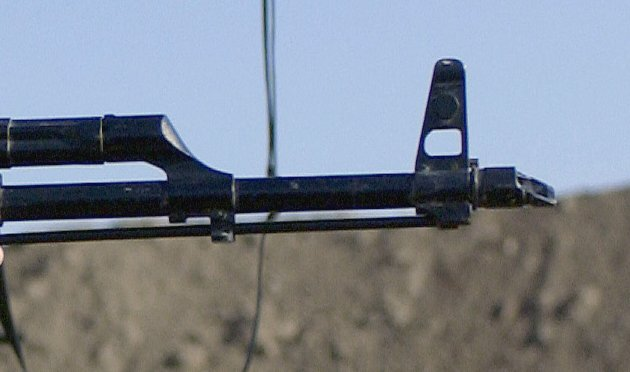
Kompensator einer AKM
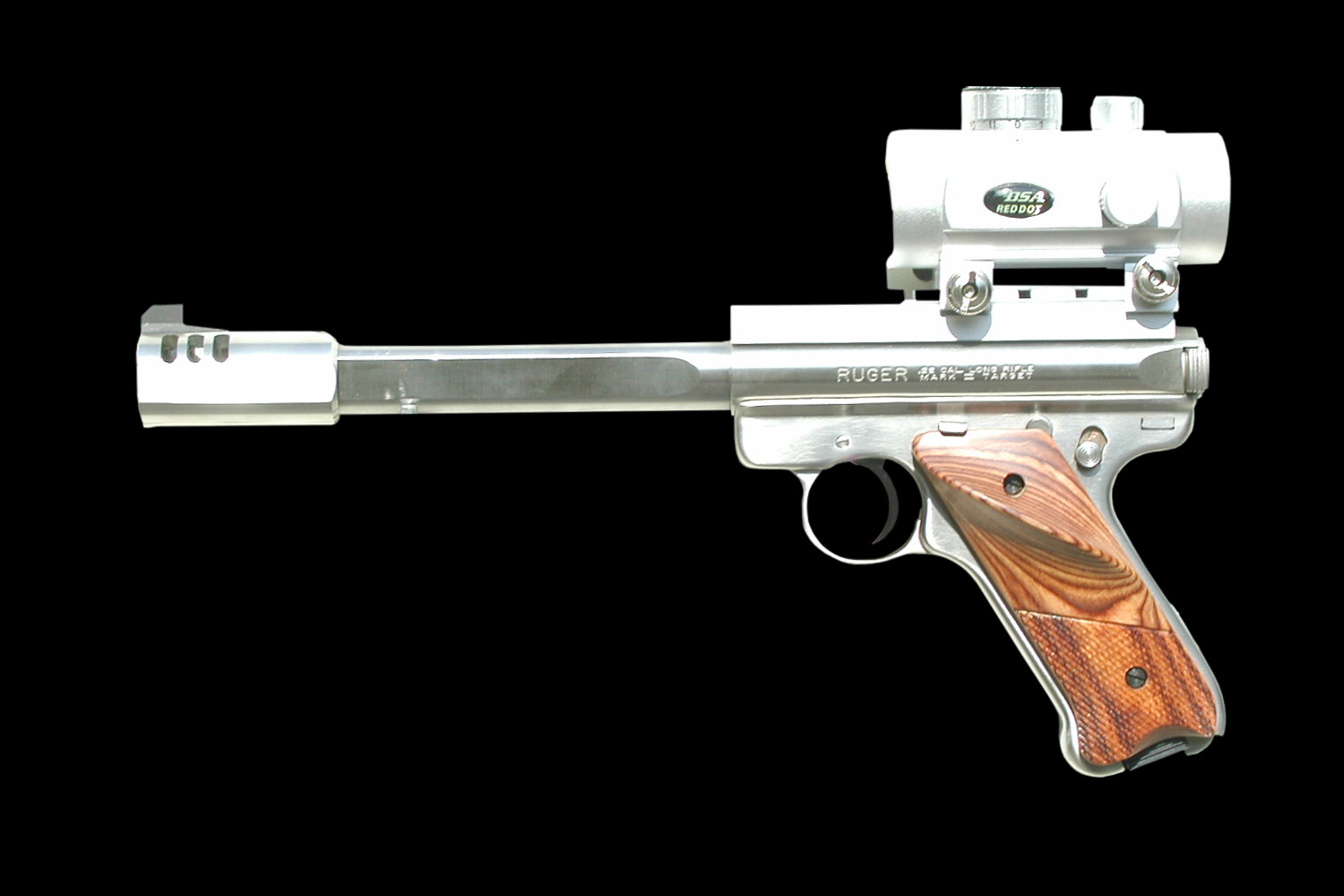
Aufgesetzter Kompensator bei einer Ruger MK II
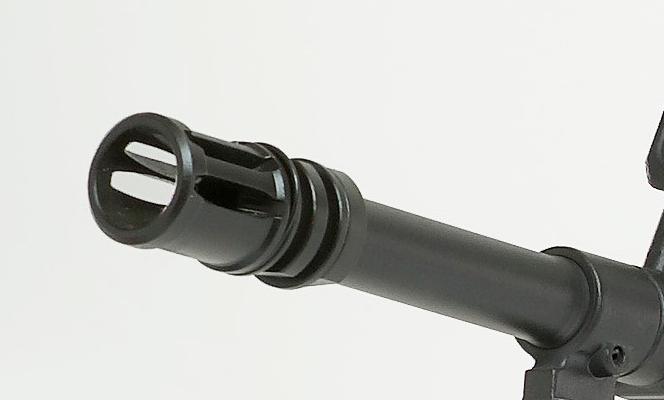
Kombination aus Kompensator und Mündungsfeuerdämpfer beim Galil ACE
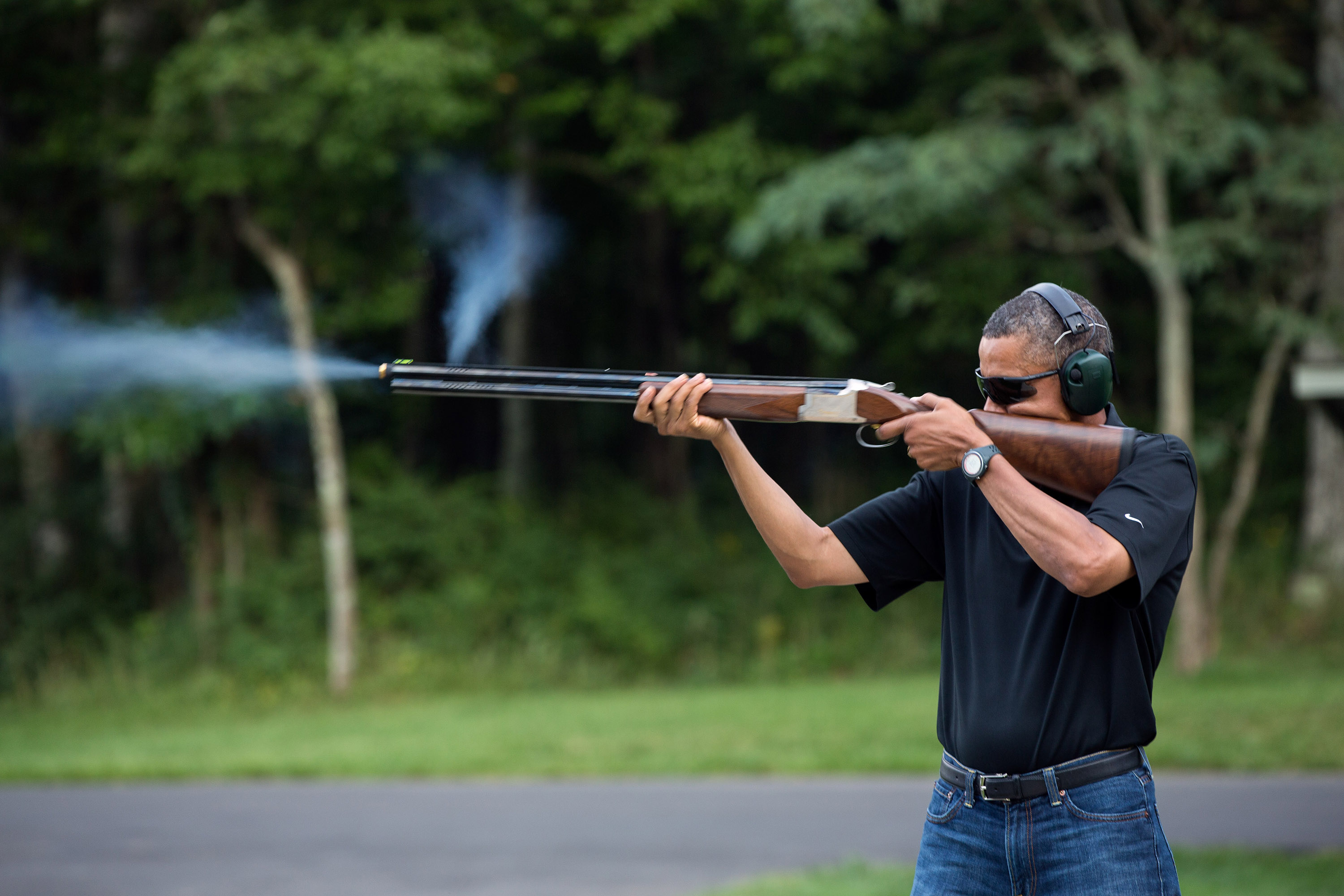
Schrotflinte mit Kompensatorbohrungen

## Verwendung

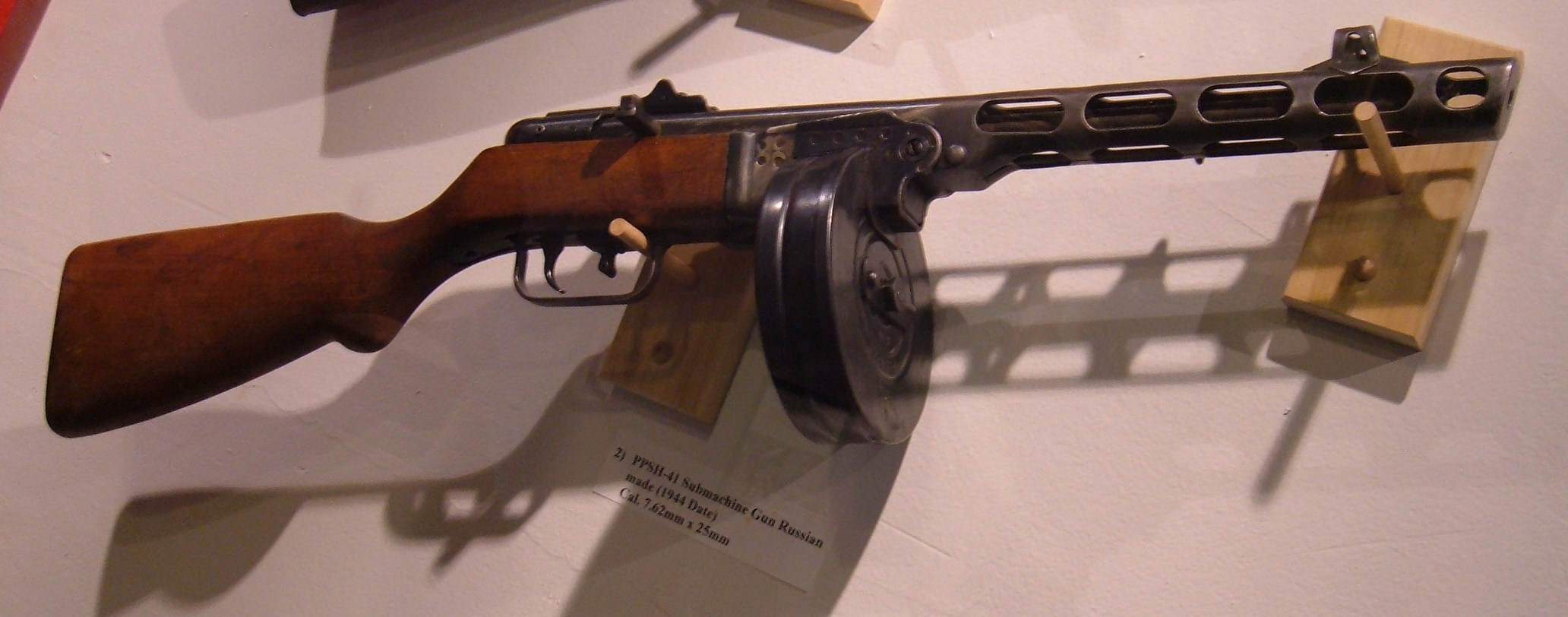
Sowjetische Maschinenpistole PPSch-41 aus dem Zweiten Weltkrieg, eingerichtet für die Patrone 7,62 × 25 mm Tokarew M1930. Der verlängerte Laufmantel wird von einigen Quellen als Kompensator, von anderen als Mündungsbremse bezeichnet. Tatsächlich hat dieser beide Eigenschaften. Nach dem Schuss prallen die Mündungsgase an der schräg gestellten Stirnfläche ab und werden sowohl nach oben als auch zu den Seiten hin abgeleitet. Dabei dienen die seitlichen Öffnungen im Laufmantel als Mündungsbremse und die Öffnung oben vor dem Kornträger als Kompensator. Die Kompensatoröffnung ist etwas größer als die seitlichen Öffnungen. Da die nach oben hin abgelenkten Pulvergase die Mündung der Waffe nach unten drücken, erhöht sich die Stabilität der Waffe im Dauerfeuer erheblich.

Ein Kompensator sollte genau auf die Waffe und die verwendete Munition (Geschossgewicht, Mündungsgeschwindigkeit) abgestimmt sein, damit er optimal wirkt. Kompensatoren mit einer zu großen Öffnung im Verhältnis zu den entstehenden Pulvergasen haben die Eigenschaft, die Waffe bei jedem Schuss unangenehm nach unten zu reißen.
Bei verdeckten Operationen wird auf Kompensatoren verzichtet, weil sie durch Streuung noch brennender Treibgase ein weithin sichtbares Mündungsfeuer erzeugen und bei Dunkelheit den Schützen blenden, da Teile des Mündungsfeuers genau in die Visierlinie geleitet werden. Eine kleine Erleichterung bieten Kompensatoren mit leicht seitlich versetzten Öffnungen, welche das Mündungsfeuer rechts und links der Visierlinie austreten lassen. Trotzdem wird bei Nachteinsätzen stattdessen ein Mündungsfeuerdämpfer eingesetzt.

## Linear Compensator
Eine relativ neue Form des Kompensators ist der „Linear Compensator“. Dieser verteilt die Mündungsgase, im Gegensatz zum herkömmlichen Kompensator, nicht nach oben, sondern bündelt diese Richtung Ziel. Dieses geschieht durch zum Lauf parallele Bohrungen im Kompensatorkörper. Der Mündungsknall wird so vom Schützen abgeleitet. Der Rückschlag wird durch einen Linear Compensator nicht verringert.
Zudem existieren Geräte, welche in Form und Funktion einem linearen Kompensator ähneln. Für diese Gruppe von Geräten hat sich noch keine einheitliche Bezeichnung etabliert; sie werden blast forwarding device (dt. Schockwellenwegleitungs-Gerät), muzzle blast control device, blast mitigation device (dt. Druckwellenminderungs-Gerät) oder blast shield genannt. Sie werden nicht eigenständig eingesetzt, sondern über eine bereits vorhandene Mündungsbremse oder einen Kompensator gestülpt. Dadurch werden die seitlich oder oben austretenden Mündungsgase nach vorne abgelenkt und die negativen Effekte des ursprünglichen Mündungsaufsatzes negiert. So können herkömmliche Kompensatoren bei Nacht und Mündungsbremsen auf Schießständen benutzt werden. Der Nachteil dieser Geräte besteht darin, dass die positiven rück- und hochschlagmindernden Effekte ebenso ausgeschaltet werden. Durch die Ableitung der Mündungsgase nach vorne verstärkt sich zudem der Rückschlag. Bei einigen dieser Geräte wird bei kombinierten Mündungsbremsen mit Kompensatoreigenschaften nur die Mündungsbremse umgelenkt und die Kompensatoröffnungen frei gelassen.